# Racopilum aubertii
Racopilum aubertii là một loài rêu trong họ Racopilaceae. Loài này được P. Beauv. mô tả khoa học đầu tiên năm 1805.